# Les bergères n'épousent pas les rois
 (juillet 2025).
Pour plus de détails, voir Fiche technique et Distribution.
Les bergères n'épousent pas les rois est un film muet français réalisé par Louis Feuillade sorti en 1910.

## Fiche technique
- Titre original : Les Rois n'épousent pas les bergères
- Réalisation et scénario : Louis Feuillade
- Société de production : Société des Établissements L. Gaumont
- Pays : France
- Format : Muet - Noir et blanc - 1,33:1 - 35 mm
- Durée : inconnue
- Date de sortie : 
  -  France - 1910